# Fotla Corona
Fotla Corona is een corona op de planeet Venus. Fotla Corona werd oorspronkelijk Aine Corona genoemd maar later (in 1994) hernoemd naar Fódla, een godin uit de Ierse mythologie.
De corona heeft een diameter van 150 kilometer en bevindt zich in het quadrangle Henie (V-58), in het zuiden van de Dsonkwa Regio, ten oosten van Imapinua Planitia en ten westen van Nsomeka Planitia.
Fotla Corona heeft een verscheidenheid aan tektonische structuren, waaronder drie farra van afnemende grootte van noord naar zuid (de grootste in het noorden heeft een diameter van ongeveer 35 kilometer). In het noordoosten is een nogal complex breuknetwerk zichtbaar, met onder andere vulkanische structuren, waarschijnlijk als gevolg van effusie van lava door bestaande breuken, wat leidde tot het instorten van het bovengelegen land. Een reeks vulkanische koepels zijn in het zuidelijke deel van de omtrek van de corona zichtbaar alsook een glad landgebied in het midden van de formatie, mogelijk door lava.